# Vroeg visstaartje
Het vroeg visstaartje (Nola confusalis) is een nachtvlinder uit de familie van de visstaartjes (Nolidae). 

## Beschrijving
De voorvleugellengte bedraagt 9 tot 11 millimeter. De grondkleur van de vleugels is wittig met fijne zwarte lijnen en lichtbruine velden als tekening. Kenmerken zijn de V-vormige binnenste dwarslijn en de enigszins S-vormige buitenste dwarslijn.

## Waardplanten
Het licht visstaartje gebruikt diverse loofbomen als waardplanten. De rups is te vinden van juni tot augustus. De verpopping vindt plaats in een cocon op de waardplant. De pop overwintert

## Voorkomen
De soort komt voor in een groot deel van het Palearctisch gebied

## Voorkomen in Nederland en België
Het groot visstaartje is in Nederland een vrij algemene en in België een niet zo algemene soort. De vlinder kent jaarlijks één generatie die vliegt van halverwege april tot halverwege juni.